# Басо (Козенца)
Басо је насеље у Италији у округу Козенца, региону Калабрија.
Према процени из 2011. у насељу је живело 149 становника. Насеље се налази на надморској висини од 627 м.